# Martin Schmitt
Martin Schmitt (* 29. leden 1978 Villingen-Schwenningen) je bývalý německý skokan na lyžích. Ve Světovém poháru závodil od roku 1995. V roce 1994 se stal juniorským mistrem světa.

## Skokanská kariéra
Celkově vyhrál 28 závodů SP.
Jako zlomová se ukázala sezona 1998/1999, kdy vyhrál 10 závodů SP. Nejlepší sezonou v kariéře pak byla 1999/2000. V obou sezonách zakončil sezonu jako světová jednička. V ročníku 2000/2001 vyhrál 6 závodů SP a na konci sezony skončil druhý, potom ale zaznamenal velký úpadek. Končil v sezonách za top 15, kariéru ukončil po sezoně 2012-2013.